# Oh!診
『Oh!診』（オー! しん）は、1995年4月7日から1997年2月28日まで日本テレビ系列（NNN・NNS）で毎週金曜11:00から放送されていた日本テレビ報道局番組制作部による医療情報番組。日本医師会・製薬メーカー各社の協賛・提供。CS放送のncn日本テレビケーブルニュースでも時差ネットで放送されていた。

## 概要
前番組『健康増進時代』および次番組『からだ元気科』とは違ってオールロケによる番組で、動物園や遊園地、テーマパークや花畑などの屋外にMC席を用意していた。また、番組は最新医療トピックと視聴者からの質問コーナー、そして番組タイトル通りに「往診」してしまおうという大胆な内容でバラエティ番組に近かった。番組タイトルの由来は、「OH」・「往診」とを合体して組み合わせた。この番組は日本医師会所属の男性医師4人（通称：Oh!診ドクター四天王。阿部聡・栗原伸夫・雪下國雄・矢端正克が週替わりにて毎週1人ずつ、交代で出演）と、司会の高見知佳・平川健太郎アナとで進行する。毎週、一般公募で選ばれた視聴者の患者の自宅へ高見と週替わり出演の四天王ドクターが往診に伺い、これからの健康法・健康方法をアドバイス・解説し、視聴者と一緒に学ぼうという内容であった。
最終回でちょうど放送回数が100回に達し、この回のテーマは、あまり往診をしない「心のトラブル」が取り上げられた（最終回のOh!診ドクターは、脳神経外科医師・臨床心理士の阿部聡）。最終回エンディングでは、司会の高見・平川と阿部が「それでは皆さん、お元気で!」とラストコールし、そのあとOh!診ドクター四天王全員（VTR出演）と平川アナのエンドナレーションにて「おだいじに…。」と挨拶して放送を終えた。なお、次番組『からだ元気科』の最終回では『健康増進時代』からの番組の歩みを振り返っていたが、本番組については全く触れられなかった。

## 司会
- 高見知佳（タレント、「入院歴4回の…」）
- 平川健太郎（日本テレビアナウンサー、「医者いらずの○健太郎」）

## Oh!診ドクター四天王
- 阿部聡（神経科・脳神経外科中心）
- 栗原伸夫（皮膚科内科中心）
- 雪下國雄（小児科専門）
- 矢端正克（消化器科内科・歯科専門）

## 番組内容など
オープニングは「Oh!診チェック」というVTR説明による10か所の健康チェックを行う。チェック項目がない場合は「健康そのもの」、1個 - 5個だと、「要注意」、6個以上は「危険信号」というサインを出して、これからのより良き健康方法などを視聴者に解説し伝える。このチェック項目の最初に流れる「キーン」と鳴るSE は同局系列『ジパングあさ6』のオープニングコーナー「けさのヘッドライン」（中期以降）と同枠内の箱番組「NNNニュースジパング」、『ズームイン!!朝!』の1コーナー「ズームイン・ズーム」と同じものを使用。そのあと本題のコーナー・「SOSクリニック」へと入る。このコーナーでは「心のトラブル」をはじめ、「赤ちゃんの病気」「夏風邪」「めまい」「耳鳴り」「神経性胃炎」「じん麻疹」「アトピー性皮膚炎」などといったテーマ内容を週替わりにて毎週1つに絞ってオンエアする。このほか、視聴者からの葉書・手紙による健康についての疑問・質問を受け付けるコーナーも設けられていた（このコーナーのフォーマットは『からだ元気科』にも継承・転用）。

## 番組使用曲
小原孝によるピアノ演奏曲「猫ふんじゃった」（Oh!診チェック放送時と提供ナレーション、エンドカード「『Oh!診』END」表示時に流した）

## スタッフ
- 構成：東海林桂
- 制作デスク：細畑浅子
- ディレクター：佐々木千枝
- 演出：村上英之
- プロデューサー：高田和男
- 制作協力：日本テレビビデオ（現在：日テレアックスオン）、THE WORKS、シネマ同人
- 製作著作：日本テレビ

## 協賛製薬会社
協賛社は輪番で、日本医師会と共にスポンサーになっていた。番組最後の後クレの直前にあったCM枠では毎回、その回の協賛会社のCMと、日本医師会・各社の協賛である旨のナレーションが入った協賛社ロールテロップCMとの2本が流れていた。
- エーザイ
- 大塚製薬
- 小野薬品工業
- キッセイ薬品
- キョーリン製薬（現在：キョーリン製薬グループ）
- 協和発酵（現在：協和キリン）
- 三共（現在：第一三共）
- シオノギ製薬
- ゼリア新薬
- 第一製薬（現在：第一三共）
- 大日本製薬（現在：住友ファーマ）
- 武田薬品
- 田辺製薬（現在：田辺三菱製薬）
- 中外製薬
- ツムラ
- テルモ
- 日本ベーリンガーインゲルハイム
- 日本ロシュ（現在：中外製薬）
- 萬有製薬（現在：MSD）
- ファイザー製薬（現在：ファイザー）
- 藤沢薬品（現在：アステラス製薬）
- 明治製菓（現在：Meiji Seika ファルマ）
- 山之内製薬（現在：アステラス製薬）

## 主なネット局（時差ネット局を含む）
| 放送対象地域  | 放送局             | 系列                          | 備考   |
| ------------- | ------------------ | ----------------------------- | ------ |
| 関東広域圏    | 日本テレビ         | 日本テレビ系列                | 制作局 |
| 北海道        | 札幌テレビ         | 日本テレビ系列                |        |
| 青森県        | 青森放送           | 日本テレビ系列                | [ 2 ]  |
| 岩手県        | テレビ岩手         | 日本テレビ系列                |        |
| 宮城県        | ミヤギテレビ       | 日本テレビ系列                |        |
| 秋田県        | 秋田放送           | 日本テレビ系列                |        |
| 山形県        | 山形放送           | 日本テレビ系列                |        |
| 福島県        | 福島中央テレビ     | 日本テレビ系列                |        |
| 新潟県        | テレビ新潟         | 日本テレビ系列                |        |
| 長野県        | テレビ信州         | 日本テレビ系列                |        |
| 山梨県        | 山梨放送           | 日本テレビ系列                |        |
| 静岡県        | 静岡第一テレビ     | 日本テレビ系列                |        |
| 富山県        | 北日本放送         | 日本テレビ系列                |        |
| 石川県        | テレビ金沢         | 日本テレビ系列                |        |
| 福井県        | 福井放送           | 日本テレビ系列 テレビ朝日系列 |        |
| 中京広域圏    | 中京テレビ         | 日本テレビ系列                |        |
| 近畿広域圏    | よみうりテレビ     | 日本テレビ系列                |        |
| 島根県 鳥取県 | 日本海テレビ       | 日本テレビ系列                |        |
| 広島県        | 広島テレビ         | 日本テレビ系列                |        |
| 山口県        | 山口放送           | 日本テレビ系列                |        |
| 香川県 岡山県 | 西日本放送         | 日本テレビ系列                |        |
| 愛媛県        | 南海放送           | 日本テレビ系列                |        |
| 高知県        | 高知放送           | 日本テレビ系列                |        |
| 徳島県        | 四国放送           | 日本テレビ系列                |        |
| 福岡県        | 福岡放送           | 日本テレビ系列                |        |
| 長崎県        | 長崎国際テレビ     | 日本テレビ系列                |        |
| 熊本県        | くまもと県民テレビ | 日本テレビ系列                |        |
| 大分県        | 大分放送           | TBS系列                       |        |
| 宮崎県        | 宮崎放送           | TBS系列                       |        |
| 鹿児島県      | 鹿児島読売テレビ   | 日本テレビ系列                |        |
| 沖縄県        | 沖縄テレビ         | フジテレビ系列                | [ 3 ]  |